# Hôtel Launoy
Ne doit pas être confondu avec Hôtel de Launay.
L'hôtel Launoy ou maison Launoy est un ancien hôtel à Fontainebleau, en France. Le bâtiment est partiellement inscrit monuments historiques, depuis le 26 novembre 1928. Cette inscription s'applique aux façades.

## Situation et accès
L'édifice est situé au 37-39 boulevard Magenta, dans le centre-ville de Fontainebleau, elle-même au sud-ouest du département de Seine-et-Marne.

## Histoire
À la fin des années 1980, Paul Séramy, le sénateur-maire de Fontainebleau, émet le souhait d'installer un musée du Verre sans que cela n'aboutisse.